# Acontia kikuyuensis
Acontia kikuyuensis är en fjärilsart som beskrevs av Embrik Strand 1917. Acontia kikuyuensis ingår i släktet Acontia och familjen nattflyn. Inga underarter finns listade i Catalogue of Life.